# Montmartin-sur-Mer
Montmartin-sur-Mer és un municipi francès situat al departament de la Manche i a la regió de Normandia. L'any 2007 tenia 1.284 habitants.

## Demografia

### Població
El 2007 la població de fet de Montmartin-sur-Mer era de 1.284 persones. Hi havia 546 famílies de les quals 179 eren unipersonals (47 homes vivint sols i 132 dones vivint soles), 200 parelles sense fills, 141 parelles amb fills i 26 famílies monoparentals amb fills.
La població ha evolucionat segons el següent gràfic:
Habitants censats

### Habitatges
El 2007 hi havia 1.478 habitatges, 555 eren l'habitatge principal de la família, 875 eren segones residències i 48 estaven desocupats. 761 eren cases i 48 eren apartaments. Dels 555 habitatges principals, 386 estaven ocupats pels seus propietaris, 146 estaven llogats i ocupats pels llogaters i 23 estaven cedits a títol gratuït; 2 tenien una cambra, 32 en tenien dues, 116 en tenien tres, 152 en tenien quatre i 252 en tenien cinc o més. 409 habitatges disposaven pel capbaix d'una plaça de pàrquing. A 301 habitatges hi havia un automòbil i a 195 n'hi havia dos o més.

### Piràmide de població
La piràmide de població per edats i sexe el 2009 era:
| Homes | Edats   | Dones |
| ----- | ------- | ----- |
| 0     | 95 o +  | 0     |
| 4     | 90 a 94 | 24    |
| 8     | 85 a 89 | 20    |
| 12    | 80 a 84 | 4     |
| 16    | 75 a 79 | 44    |
| 44    | 70 a 74 | 40    |
| 28    | 65 a 69 | 80    |
| 40    | 60 a 64 | 28    |
| 16    | 55 a 59 | 20    |
| 40    | 50 a 54 | 48    |
| 24    | 45 a 49 | 16    |
| 24    | 40 a 44 | 28    |
| 56    | 35 a 39 | 28    |
| 12    | 30 a 34 | 44    |
| 32    | 25 a 29 | 32    |
| 24    | 20 a 24 | 16    |
| 24    | 15 a 19 | 12    |
| 52    | 10 a 14 | 28    |
| 32    | 5 a 9   | 28    |
| 32    | 0 a 4   | 28    |

## Economia
El 2007 la població en edat de treballar era de 690 persones, 481 eren actives i 209 eren inactives. De les 481 persones actives 438 estaven ocupades (227 homes i 211 dones) i 43 estaven aturades (20 homes i 23 dones). De les 209 persones inactives 79 estaven jubilades, 60 estaven estudiant i 70 estaven classificades com a «altres inactius».

### Ingressos
El 2009 a Montmartin-sur-Mer hi havia 576 unitats fiscals que integraven 1.294 persones, la mediana anual d'ingressos fiscals per persona era de 17.918,5 €.

### Activitats econòmiques
Dels 78 establiments que hi havia el 2007, 2 eren d'empreses extractives, 2 d'empreses alimentàries, 1 d'una empresa de fabricació d'altres productes industrials, 4 d'empreses de construcció, 23 d'empreses de comerç i reparació d'automòbils, 2 d'empreses de transport, 7 d'empreses d'hostatgeria i restauració, 4 d'empreses financeres, 2 d'empreses immobiliàries, 7 d'empreses de serveis, 21 d'entitats de l'administració pública i 3 d'empreses classificades com a «altres activitats de serveis».
Dels 22 establiments de servei als particulars que hi havia el 2009, 1 era una oficina d'administració d'Hisenda pública, 1 gendarmeria, 1 oficina de correu, 2 oficines bancàries, 6 tallers de reparació d'automòbils i de material agrícola, 1 autoescola, 1 guixaire pintor, 2 fusteries, 1 lampisteria, 3 perruqueries, 1 restaurant i 2 agències immobiliàries.
Dels 12 establiments comercials que hi havia el 2009, 1 era un supermercat, 1 una gran superfície de material de bricolatge, 1 una botiga de més de 120 m², 2 fleques, 2 carnisseries, 1 una peixateria, 1 una llibreria, 1 una botiga d'equipament de la llar, 1 una sabateria i 1 una joieria.
L'any 2000 a Montmartin-sur-Mer hi havia 21 explotacions agrícoles que ocupaven un total de 280 hectàrees.

## Equipaments sanitaris i escolars
El 2009 hi havia 1 farmàcia i 1 ambulància.
El 2009 hi havia una escola elemental integrada dins d'un grup escolar amb les comunes properes formant una escola dispersa. Montmartin-sur-Mer disposava d'un col·legi d'educació secundària amb 269 alumnes.

## Poblacions més properes
El següent diagrama mostra les poblacions més properes.